# Kapelec
Kapelec – wieś w Chorwacji, w żupanii varażdińskiej, w gminie Maruševec. W 2011 roku liczyła 106 mieszkańców.